# Annette Hagre
Annette Hagre Johannesson, född 1951, är en svensk världsmästarinna i bowling. 
Hagre vann Bowling World Cup i Köpenhamn och Fédération Internationale des Quilleurs (FIQ)(världsmärstartiteln) i Helsingfors samma år, 1987. The World Bowling Writers association utsåg henne 1987 till Årets kvinnliga bowlare.
Några månader innan World Cup, hade Hagre genomlidit en svår operation för att ta bort en förträngning i hennes högra arm, den hon spelade med. Hon började inte träna förrän en månad innan spelen i Köpenhamn, men lyckades ändå avsluta varje dag, utom en, på Rodovre Bowling Center med att göra över 200 poäng per serie i genomsnitt. Strax efter hennes guldår 1987 slutade hon med bowlingen för att ägna sig åt familjen och karriären.
1989 gjorde hon comeback på bowlingbanan och vann FIQ Euro Zone Masters. Hon blev inröstad i WBW International Bowling Hall of Fame 1993.